# Albert I de Tirol
Albert I de Tirol (+ 1078) fou el primer comte conegut de Tirol, d'origen desconegut. Era protector (vogt) del bisbat de Trent i del bisbat de Brixen o Bresannone, i residia al castell de Tirol prop de Merano.
Es va casar amb una dona de nom Berta i va tenir tres fill, Albert II de Tirol que el va succeir a la seva mort; Otó d'Eurasburg (+1147), que va fundar el monestir de Beuersberg el 1121 i fou vogt de Georgenberg deixant tres fills; i una filla de nom desconegut, casada amb Enric comte d'Eppan.